# Pran Nath
Pran Nath (Dévanágarí: पंडित प्राणनाथ; 3. listopadu 1918, Láhaur – 13. června 1996, Berkeley), často označovaný titulem pandita, byl indický zpěvák, hráč na tampuru a pedagog. Věnoval se stylu kirana gharana. Jeho učitelem byl Abdul Wahid Khan. V šedesátých letech 20. století vyučoval na univerzitě v Dillí a později se usadil ve Spojených státech amerických, kde byl více než čtvrt století učitelem hudebníků La Monte Younga, Marian Zazeelaové a Terryho Rileyho. Spolu s nimi odehrál řadu vystoupení, a to jak ve Spojených státech, tak i v Evropě a Asii. Za jejich doprovodu se rovněž občasně vracel do rodné země.

## Život

### Indie
Narodil se do bohaté rodiny v Láhauru v Britské Indii (nynější Pákistán). V útlém věku mu zemřel otec, a tak se s rodinou přestěhoval do domu matčina otce. Přestože již v dětství vykazoval hudební talent, jeho rodině se nezamlouvala myšlenka, že by se stal hudebníkem. Matka si přála, aby se stal právníkem, a svému třináctiletému synovi dala ultimátum – buď se vzdá hudby nebo odejde z domu. Vybral si odchod. Později se toulal a hledal učitele, a to do chvíle, kdy potkal zpěváka Abdula Wahida Khana. Brzy se stal jedním z jeho mála žáků. Zároveň u něj podle tradičního vztahu mezi guruem a jeho žákem pracoval (například uklízel a vařil čaj pro gurua) výměnou za výuku. Pran Nath jako důvod přijetí Wahida Khana za svého učitele uváděl, že byl schopný napodobit jakéhokoliv hudebníka až do chvíle, kdy poznal Wahida Khana. Studium, které trvalo řadu let, bylo pro Natha těžké i v tom ohledu, že v přítomnosti svého učitele nemohl cvičit – vždy musel po nocích odcházet do džungle, kde cvičit mohl.
V 19 letech se poprvé objevil na All India Radio. S veřejným vystupováním ale brzy skončil a po několika letech učení si osvojil životní styl poustevníka. Ve čtyřicátých letech tak řadu let zpíval výhradně modlitby v jeskynním chrámu Tapkéšwar, nejstarším chrámu boha Šivy, a to nahý, pokrytý pouze popelem. Po pěti letech asketické izolace mu guru řekl, aby se vrátil do společenského života. V roce 1949 se Nath oženil a později měl tři dcery; téhož roku jeho učitel zemřel. Postupem času se mu povedlo vyvinout osobitý styl a repertoár rág natolik, že jej navštěvovali známí hudebníci, aby u něj jednotlivé rágy studovali. Známou se stala událost na All India Music Conference v Dillí v roce 1953, kdy hned poté, co dozpíval rágu pro období dešťů Mian Ki Malhar před pětitisícovým publikem, přišel přívalový déšť. Jednou z jeho prvních žákyň se právě po tomto vystoupení stala Šrí Karunamají, která u něho studovala do roku 1965. Dalšími studenty byli například Sheila Dhar a Šjám Bhatnágar. V roce 1960 začal vyučovat hindustánskou vokální hudbu na Univerzitě v Dillí, kde působil do roku 1970. Sám však neměl tyto masové způsoby studia rád, neboť dle jeho názoru bylo možné dostatečně vyučit hudebníka pouze po dlouhé době individuální výuky.

### Amerika
Koncem šedesátých let Prana Natha, tehdy pro západní svět naprosto neznámého, objevil americký avantgardní skladatel La Monte Young, a to díky nahrávkám, které do USA přivezl Nathův student Šjám Bhatnágar. Později se Youngovi a jeho manželce Marian Zazeelaové podařilo Natha nejen kontaktovat, ale také mu zařídit cestu do New Yorku, kam Pran Nath dorazil 11. ledna 1970. Zde Younga a Zazeelaovou přijal za své učedníky při tradičním obřadu guru-śiṣya. Dvojice u pandity studovala celé následné čtvrtstoletí až do jeho smrti. Mezi jeho další americké studenty patřili experimentální skladatelé a hudebníci Terry Riley a Jon Hassell, ale také jazzoví hudebníci jako Don Cherry a Lee Konitz. Roku 1971 Nath vystupoval v newyorské Town Hall, kde zpíval ranní rágy. Nath mimo jiné při svých vystoupeních žádal publikum, aby netleskalo před, během, ale ani po vystoupení, a to proto, aby byla zachována nálada hudby.
Pran Nath v následujících letech žil jak v New Yorku, tak i v oblasti Sanfranciského zálivu, kde na univerzitě Mills College v letech 1973 až 1984 spolu s Rileym jako hostující profesor přednášel severoindickou hudbu. Roku 1972 v New Yorku založil školu věnující se indické klasické hudbě, Kirana Center for Indian Classical Music, která funguje dodnes. Téhož roku se stal trvalým rezidentem Spojených států. Pobýval převážně v bytech svých učedníků, tedy Younga a Zazeelaové (New York) a Rileyho (San Francisco). V roce 1978 utrpěl infarkt myokardu, kvůli čemuž utrpěla kvalita jeho vystoupení; to se ještě více projevilo poté, co se u něj v následujících letech začala projevovat Parkinsonova nemoc. Kvůli zhoršujícímu se zdraví si později zajistil vlastní dům v Berkeley, v němž žil až do své smrti.
Spolu s Youngem, Zazeelaovou a Rileyem odehrál stovky vystoupení, například v New Yorku, San Franciscu či Paříži. Z jejich vystoupení vzešlo například posmrtně vydané album Midnight (Raga Malkauns), na němž hudebníci hrají rágu Malkauns (respektive kompozici Hare Krishna Govinda Ram). V sedmdesátých letech se rovněž občasně vracel do Indie, a to v doprovodu svých učedníků (Younga, Zazeelaové, Rileyho a později i Hassella). Často zde zůstávali delší dobu, například kvůli studiu hudby v chrámu v Déhrádúnu. Preferoval živá vystoupení před nahrávkami. Za svého života jich povolil vydat jen velmi málo, více začaly vycházet až po jeho smrti, díky iniciativě La Monte Younga. Young rovněž sehrál důležitou roli v tom, že v sedmdesátých letech přesvědčil Natha, aby povolil nahrávání svých koncertů. Vůbec první album s jeho hudbou však vyšlo již v roce 1968 pod názvem Earth Groove s rágami Bhupali a Asavari. Později vyšly i další nahrávky.

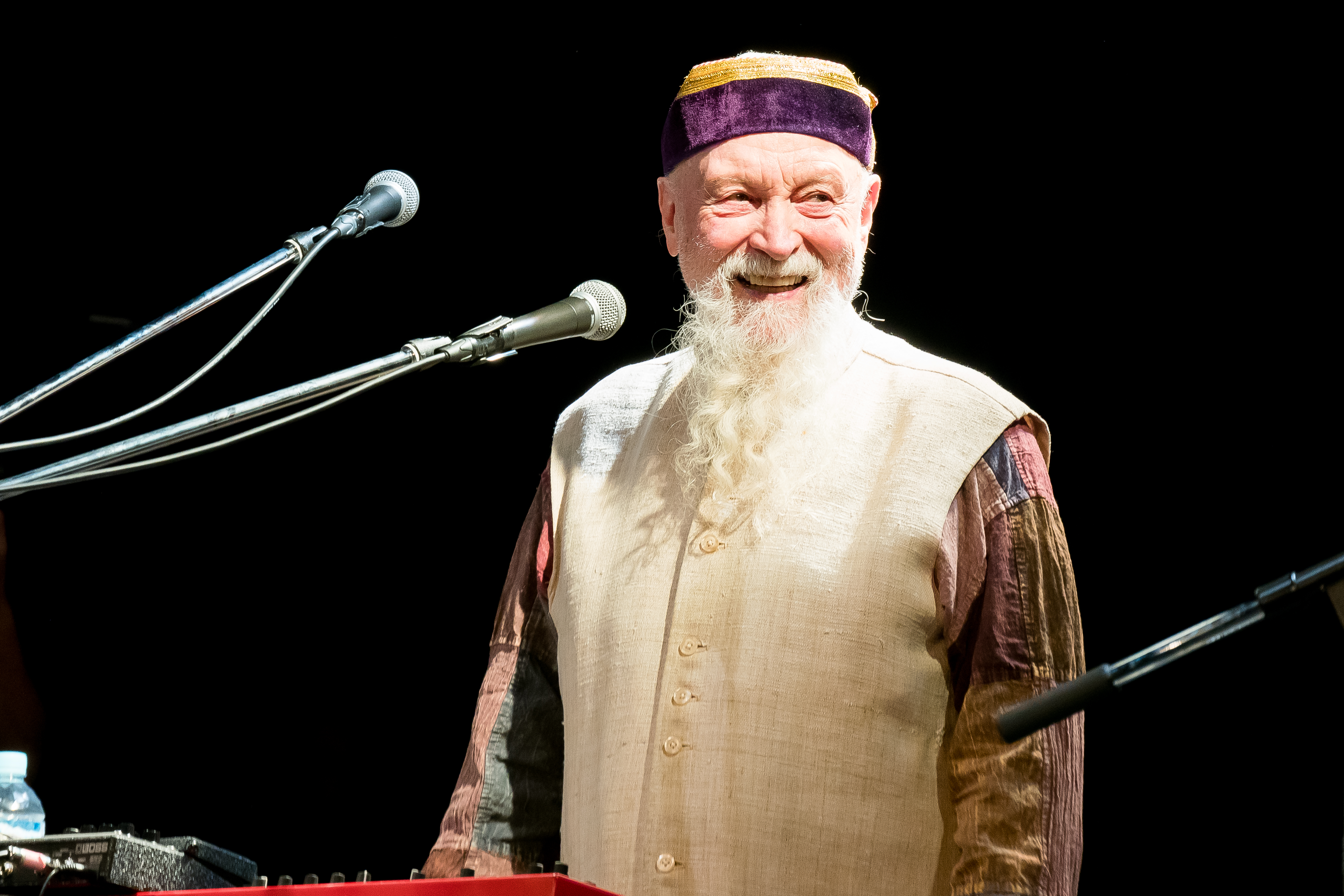
Terry Riley (2017)

Roku 1989 složil za podpory Newyorské státní rady pro umění skladbu Darbar daoun, která je postavená na ráze Darbari. Soubor Kronos Quartet nahrál v roce 1993 jeho skladbu Aba Kee Tayk Hamaree (It Is My Turn, Oh Lord) na své album Short Stories; sám Pran Nath v ní zpíval a jde o jeho jedinou spolupráci se západními hudebníky (kromě těch, které jsou přímo v indickém stylu). V letech 1985 až 1986 o něm režisér William Farley natočil krátký dokumentární film In Between the Notes. V roce 1995 přednášel Nath v Brémách, o rok později pak v Paříži. Své poslední veřejné vystoupení měl 17. května 1996 v New Yorku. Zemřel 13. června 1996 na srdeční selhání a komplikace s Parkinsonovou nemocí v nemocnici Alta Bates v kalifornském Berkeley, kde v posledních letech žil, ve věku 77 let. Jeho tělo následně zůstalo na místě úmrtí, kde u něj Young, Zazeelaová, panditova manželka a jeho další studenti po dobu dvou dnů vyčkávali na příjezd jeho dcery z Indie. Zároveň hodiny zpívali pro zesnulého. Následně byl na jeho čelo nanesen santalový prášek a voda z Gangy a tělo bylo zpopelněno.

## Vliv
Pran Nath přispěl různými inovacemi tampury a rovněž vytvořil vlastní nástroj zvaný Prana Nada, který byl založený na ladičce a měl vytvářet nepřetržité dróny. Roku 1974 získal Pran Nath Guggenheimovo stipendium, o rok později pak grant od National Endowment for the Arts.
Terry Riley jej označil za „nejlepšího hudebníka, jakého kdy slyšel“. Po Nathově smrti pořádali Young a Zazeelaová téměř každoročně koncerty, při nichž hráli jeho hudbu, přičemž občasně podobné akce pořádal také Riley. Ten tak například v listopadu 2018, u příležitosti Nathových nedožitých stých narozenin, uspořádal vystoupení k jeho poctě. Riley roku 2002 vydal album Atlantis Nath, které je do značné míry inspirované indickou vokální hudbou a jež Riley Nathovi věnoval.

## Dílo

### Diskografie
- Earth Groove (1968)
- Ragas: Yaman Kalyan & Punjabi Berva (1972)
- Ragas of Morning & Night (1986)
- Midnight: Raga Malkauns (2002)
- Raga Cycle: Palace Theatre, Paris 1972 (2006)

### Filmografie
- In Between the Notes: A Portrait of Pandit Pran Nath (1986)[28]